# Championnat d'Europe de poursuite par équipes masculin (juniors)
Le Championnat d'Europe de poursuite par équipes masculin juniors est le championnat d'Europe de poursuite par équipes organisé annuellement par l'Union européenne de cyclisme pour les cyclistes âgés de 17 et 18 ans. Le championnat organisé depuis 2001, a lieu dans le cadre des championnats d'Europe de cyclisme sur piste juniors et espoirs.

## Palmarès
| Année | Or                                                                                                | Argent                                                                              | Bronze                                                                                           |
| ----- | ------------------------------------------------------------------------------------------------- | ----------------------------------------------------------------------------------- | ------------------------------------------------------------------------------------------------ |
| 2001  | Tchéquie Milan Behunek Zdeněk Ždímal Tomáš Macka Jan Kunta                                        | Russie Ilya Krestianinov Alexei Tchounossov Alexey Shmidt Roman Paramonov           | Italie Loris Gobbi Flavio Lucchini Davide Viganò Thomas Unari                                    |
| 2002  | Ukraine Andriy Buchko Vadym Matsko Vitaliy Kondrut Dmytro Grabovskyy                              | Allemagne Andreas Welsch Florian Piper Christian Kux Robert Kriegs                  | Russie Mikhail Ignatiev Nikolai Trussov Maksym Averin Anton Mindlin                              |
| 2003  | Russie Anton Mindlin Vladimir Isaychev Nikolai Trussov Mikhail Ignatiev                           | Pays-Bas Wim Stroetinga Niels Pieters Levi Heimans Kevin Sluimer                    | Lituanie Gediminas Bagdonas Justas Volungevicius Andrius Buividas Ignatas Konovalovas            |
| 2004  | Ukraine Oleksandr Polivoda Sergiy Minashkin Igor Malikov Vitaliy Shchedov                         | Russie Sergey Kolesnikov Ivan Kovalev Valery Valynin Alexey Bauer                   | Espagne Pablo Bernal Jonathan Muñoz Jordi Mariné David Dieguez                                   |
| 2005  | Grande-Bretagne Ross Sander Andrew Tennant Ian Stannard Steven Burke                              | Pologne Hubert Tulacz Michał Nawrocki Paweł Mikulicz Jonasz Krysztofik              | Russie Andrey Klyuev Alexey Shyryaev Roman Maximov Sergey Valynin                                |
| 2006  | Grande-Bretagne Adam Blythe Peter Kennaugh Steven Burke Jonathan Bellis                           | France Vincent Dauga Alexandre Lemair Bryan Nauleau Vivien Brisse                   | Russie Mikhail Baryshnikov Nikita Novikov Alexander Rybakov Stanislav Volkov                     |
| 2007  | Grande-Bretagne Luke Rowe Mark McNally Peter Kennaugh Adam Blythe                                 | France Nicolas Giulia Julien Duval Jérôme Cousin Rémi Badoc                         | Russie Kirill Baranov Ievgueni Kovalev Nikita Novikov Alexander Petrovskiy                       |
| 2008  | France Julien Morice Erwan Téguel Emmanuel Kéo Julien Duval                                       | Royaume-Uni Luke Rowe Mark Christian Andrew Fenn Erick Rowsell                      | Allemagne Thomas Juhas Johannes Kahra Theo Reinhardt Jakob Steigmiller                           |
| 2009  | Russie Konstantin Kuperasov Viktor Manakov Ivan Savitskiy Matvey Zubov                            | Grande-Bretagne George Atkins Samuel Harrison Timothy Kennaugh Jonathan Mould       | France Bryan Coquard Emmanuel Kéo Julien Morice Jules Pijourlet                                  |
| 2010  | Russie Roman Ivlev Pavel Karpenkov Evgeny Shalunov Kirill Sveshnikov                              | Italie Liam Bertazzo Filippo Ranzi Michele Scartezzini Paolo Simion                 | France Bryan Coquard Alexis Gougeard Marc Sarreau Romain Le Roux                                 |
| 2011  | Grande-Bretagne Jonathan Dibben Owain Doull Samuel Lowe Joshua Papworth                           | Russie Royan Iulev Aleksey Ryabkin Andrey Sazanov Evgeny Zateshilov                 | France Thomas Boudat Marc Fournier Kévin Lesellier Maxime Piveteau                               |
| 2012  | Danemark Mathias Møller Nielsen Elias Busk Mathias Krigbaum Jonas Poulsen                         | Grande-Bretagne Samuel Lowe Christopher Latham Jonathan Dibben Tao Geoghegan Hart   | Allemagne Nils Schomber Jonas Tenbrock Leon Rohde Domenic Weinstein                              |
| 2013  | Russie Andrey Prostokishin Sergey Mosin Dmitry Strakhov Timur Gizzatullin                         | France Valentin Madouas Corentin Ermenault Jordan Levasseur Clément Barbeau         | Suisse Patrick Müller Nico Selenati Chiron Keller Simon Brühlmann                                |
| 2014  | Russie Andrey Prostokishin Nikolay Ilichev Serafim Aleksyuk Danil Babushkin                       | Grande-Bretagne Gabriel Cullaigh Joe Evans Matthew Gibson Joe Holt                  | Suisse Patrick Müller Lukas Rüegg Martin Schäppi Nico Selenati                                   |
| 2015  | Russie Sergey Rostovtsev Dmitriy Markov Maksim Piskunov Maksim Sukhov                             | Danemark Niklas Larsen Rasmus Lund Pedersen Frederik Rodenberg Tim Cronqvist        | Pologne Dawid Czubak Szymon Krawczyk Mikołaj Sójka Daniel Staniszewski                           |
| 2016  | Grande-Bretagne Ethan Hayter Matthew Walls Reece Wood Fred Wright                                 | Pologne Dawid Czubak Szymon Krawczyk Patryk Pazik Bartosz Rudyk                     | Russie Arseny Nikoforov Sergey Malnev Aleksandr Smirnov Ivan Smirnov                             |
| 2017  | Russie Lev Gonov Dmitry Mukhomediarov Ivan Smirnov Gleb Syritsa                                   | Grande-Bretagne Rhys Britton Joe Nally Jake Stewart Fred Wright                     | Suisse Scott Quincey Mauro Schmid Valère Thiébaud Alex Vogel                                     |
| 2018  | Pologne Kacper Walkowiak Damian Papierski Wiktor Richter Michał Gałka                             | Italie Samuele Manfredi Alessio Bonelli Davide Boscaro Tommaso Nencini Diego Bosini | Allemagne Max Gehrmann Calvin Dik Jannis Peter Tobias Buck-Gramcko                               |
| 2019  | Grande-Bretagne Max Rushby Alfie George Samuel Watson Leo Hayter Oscar Nilsson-Julien             | Russie Egor Igoshev Ivan Novolodskii Evgeny Poludenko Ilia Schegolkov Vlas Shichkin | Allemagne Hannes Wilksch Tobias Buck-Gramcko Nicolas Heinrich Pierre-Pascal Keup Moritz Kretschy |
| 2020  | Russie Mark Kryuchkov David Shekelashvili Dmitrii Dolzhikov Daniil Valgonen                       | Allemagne Benjamin Boos Maximilian Eisser Moritz Kretschy Luis-Joe Lührs            | Italie Lorenzo Balestra Niccolò Galli Manlio Moro Andrea D'Amato                                 |
| 2021  | Grande-Bretagne Josh Charlton Joshua Giddings Joshua Tarling Ross Birrell                         | France Alexandre Boxe Eddy Le Huitouze Emmanuel Houcou Grégory Pouvreault           | Russie Daniil Zarakovskiy Mark Kryuchkov Mikhail Postarnak Grigorii Skorniakov Savelii Laptev    |
| 2022  | Italie Alessio Delle Vedove Renato Favero Luca Giaimi Andrea Raccagni Noviero Dario Igor Belletta | Allemagne Ben Felix Jochum Bruno Kessler Tobias Müller Jasper Schröder              | Grande-Bretagne Ben Wiggins Dylan Hicks Noah Hobbs Joshua Tarling                                |
| 2023  | Italie Renato Favero Matteo Fiorin Luca Giaimi Juan David Sierra                                  | Grande-Bretagne Matthew Brennan Jed Smithson Finlay Tarling Ben Wiggins             | Danemark Jonathan Aagard Conrad Haugsted August Birk Hundt Noah Wulff                            |
| 2024  | Italie Davide Stella Christian Fantini Ares Costa Alessio Magagnotti Eros Sporzon                 | Allemagne Hugo Esch Louis Gentzik Paul-Felix Petry Attila Höfig Ian Kings           | Grande-Bretagne William Salter Finlay Tarling Sam Fisher Henry Hobbs                             |
| 2025  | Italie Francesco Cornacchini Alessio Magagnotti Riccardo Colombo Francesco Matteoli Ruben Ferrari | Grande-Bretagne Max Hinds Rory Gravelle Henry Hobbs Daniel Thompson Albie Jones     | Allemagne Raul Esch Lenny Karstedt Hugo Esch Attila Höfig                                        |